# Lauren Socha
Lauren Marie Socha (Derby, 9 giugno 1990) è un'attrice britannica.

## Biografia
Lauren Socha ha frequentato il Burton College ed il Saint Benedict School and Performing Arts College.
È conosciuta grazie alla serie televisiva Misfits, nella quale interpreta il ruolo di Kelly Bailey e con cui ha ottenuto un BAFTAs come miglior attrice non protagonista. È sorella dell'attore Michael Socha.
Nel 2012 l'attrice è stata arrestata e condannata a 4 mesi di carcere, con l'accusa di avere aggredito un tassista di origini asiatiche. A seguito di questo fatto i produttori di Misfits hanno annunciato la sua fuoriuscita dal cast.

## Filmografia

### Cinema
- Scummy Man, regia di Paul Fraser - cortometraggio (2006)
- Fanged Up, regia di Christian James (2017)
- Shed of the Dead, regia di Drew Cullingham (2019)

### Televisione
- The Unloved, regia di Samantha Morton - film TV (2009)
- Misfits – serie TV, 21 episodi (2009-2011)
- Five Daughter – serie TV, 3 episodi (2010)
- Murder – miniserie TV, 1 puntata (2012)
- Plebs – serie TV, 1 episodio (2014)
- Catastrophe – serie TV, 5 episodi (2015-2019 )
- The Other One – serie TV, 12 episodi (2017-2022)
- Urban Myths – serie TV, 1 episodio (2018)

## Video musicali
- When the Sun Goes Down degli Arctic Monkeys